# 541 هـ
541 هـ هي سنة في التقويم الهجري امتدت مقابلةً في التقويم الميلادي بين سنتي 1146 و1147.

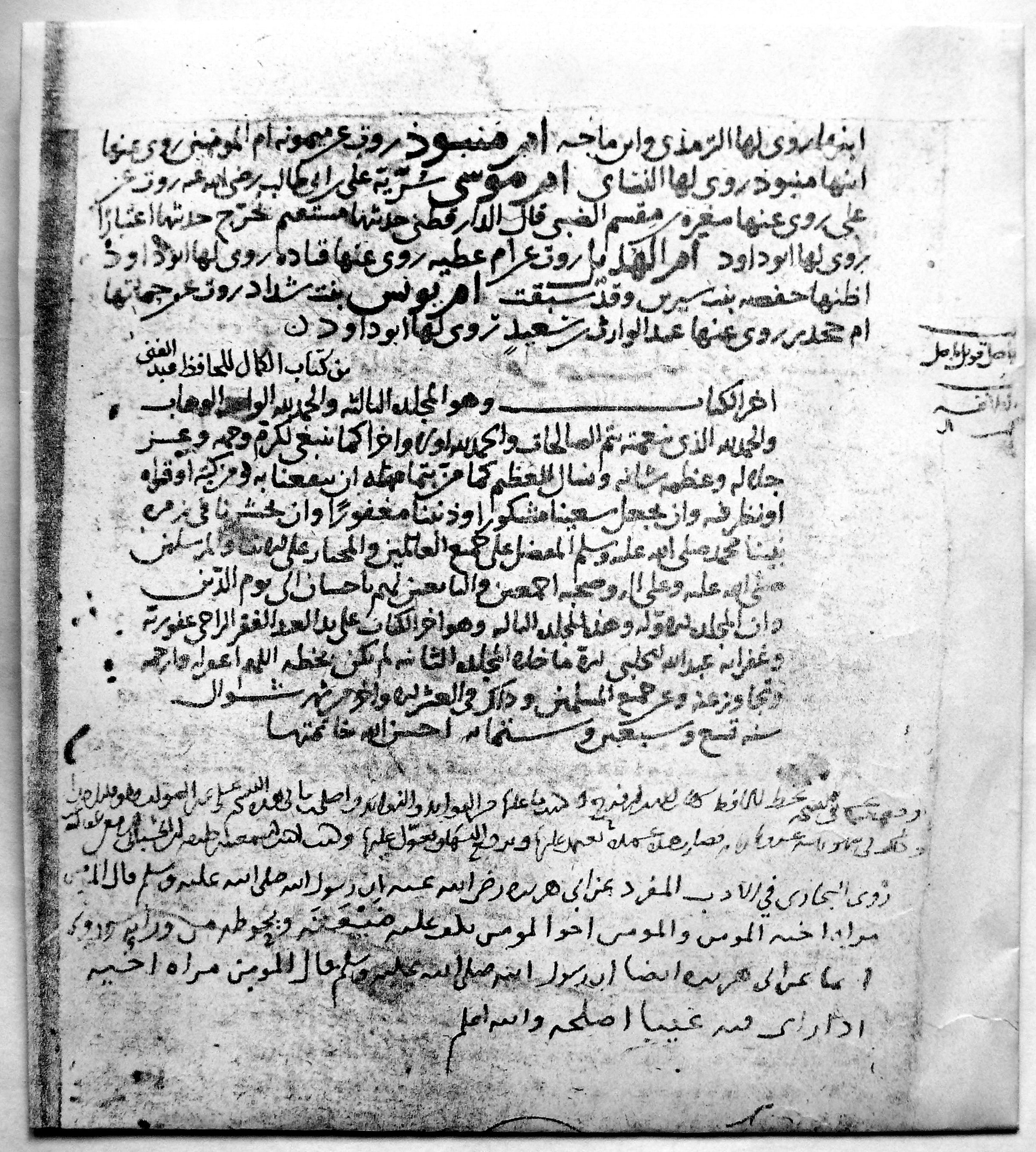
مخطوطة لكتاب عبد الغني المقدسي الكمال في أسماء الرجال.

## مواليد
- ابن قدامة
- عبد الغني المقدسي
- سعيد بن المبارك البغدادي

## وفيات
- ابن عطية الأندلسي
- عماد الدين زنكي